# Ponte de Odivelas
A Ponte de Odivelas é uma infra-estrutura da Estrada Nacional 2, situada junto à aldeia de Odivelas, no concelho de Ferreira do Alentejo, em Portugal.

## Descrição
A Ponte de Odivelas transporta a Estrada Nacional 2 sobre a Ribeira de Odivelas, junto à aldeia com o mesmo nome, no concelho de Ferreira do Alentejo. Possui seis arcos de volta perfeita. Destaca-se principalmente pelas suas dimensões, em comparação com as outras pontes na região, pela resistência da sua estrutura, e pela sua coesão artística.

## História
A ponte  foi construída durante o reinado de D. João IV, no século XVII, e foi remodelada durante o reino de D. Luís. Em 2011, foi alvo de uma intervenção da operadora Estradas de Portugal.